# ブルターニュ・クラシック・ウエスト＝フランス
ブルターニュ・クラシック・ウエスト＝フランス(Bretagne Classic Ouest-France)は、UCIワールドツアーに組み込まれる自転車プロロードレースの一つ。フランスのブルターニュ地方にある人口5000人の小さな街、プルエーで3日間にわたり行われる自転車レースの最終日に開催されるワンデイレース（金曜日はシクロスポルティフ、土曜日は女子、日曜日が本レース）。以前はUCIワールドカップに次ぐランクの「1-HC」に位置づけられていたが、2005年にUCIプロツアーがスタートしたのに伴い、プロツアーの一つとして組み込まれ、そのままUCIワールドツアーに受け継がれた。2015年まではGP西フランス・プルエー(GP Ouest-France Plouay)という名称であった。
熱狂的な自転車ファンが多いブルターニュ地方での開催ということと、周回コースのレースということもあって、コースの両脇には切れ目なく観客たちが並んで大声援を送る。

## 歴代優勝者
| 年        | 優勝者                             |
| --------- | ---------------------------------- |
| 1931      | フランソワ・ファヴェ               |
| 1932      | フィリップ・ボーノ                 |
| 1933      | フィリップ・ボーノ                 |
| 1934      | リュシアン・テュロ                 |
| 1935      | ジャン・ル・ディイ                 |
| 1936      | ピエール・コガン                   |
| 1937      | ジャン＝マリー・ゴアマ             |
| 1938      | ピエール・クロアレック             |
| 1939-1944 | 第二次世界大戦の影響により中止     |
| 1945      | エロワ・タサン                     |
| 1946      | アンジュ・ル・ストラ               |
| 1947      | レイモン・ルヴィオ                 |
| 1948      | エロワ・タサン                     |
| 1949      | アルマン・オデール                 |
| 1950      | アルマン・オデール                 |
| 1951      | エミール・ギュエリネル             |
| 1952      | エミール・ギュエリネル             |
| 1953      | セルジュ・ブリュソン               |
| 1954      | ウーゴ・アンツィーレ               |
| 1955      | ジャン＝ジャック・プティジャン     |
| 1956      | ヴァランタン・ユオ                 |
| 1957      | イサーク・ヴィトル                 |
| 1958      | ジャン・ゲンシュ                   |
| 1959      | エマニュエル・クラン               |
| 1960      | ユベール・フェルレ                 |
| 1961      | フェルナン・ピコ                   |
| 1962      | ジャン・ゲンシュ                   |
| 1963      | フェルナン・ピコ                   |
| 1964      | ジャン・ブルレ                     |
| 1965      | フランソワ・ゴアデュフ             |
| 1966      | クロード・マゾー                   |
| 1967      | フランソワ・アモン                 |
| 1968      | ジャン・ジュルダン                 |
| 1969      | ジャン・ジュルダン                 |
| 1970      | ジャンニ・マルカリーニ             |
| 1971      | ジャン＝ピエール・ダンギヨーム     |
| 1972      | ロベール・ブルー                   |
| 1973      | ジャン＝クロード・ラルゴー         |
| 1974      | レイモン・マルタン                 |
| 1975      | シリユ・ギマール                   |
| 1976      | ジャック・ボシス                   |
| 1977      | ジャック・ボシス                   |
| 1978      | ピエール＝レイモン・ヴィユミアーヌ |
| 1979      | フリッツ・ピラルト                 |

| 年   | 優勝者                           |
| ---- | -------------------------------- |
| 1980 | パトリック・フリウ               |
| 1981 | ジルベール・デュクロ＝ラサール   |
| 1982 | フランシス・カステン             |
| 1983 | ピエール・バゾ                   |
| 1984 | ショーン・ケリー                 |
| 1985 | エリック・ギーオ                 |
| 1986 | マルティアル・ガイアン           |
| 1987 | ジルベール・デュクロ＝ラサール   |
| 1988 | リュク・ルブラン                 |
| 1989 | ジャン＝クロード・コロッティ     |
| 1990 | ブルーノ・コルニエ               |
| 1991 | アルマン・ド・ラ・キュエヴァ     |
| 1992 | ロナン・パンセック               |
| 1993 | ティエリ・クラヴェイローラ       |
| 1994 | アンドレイ・チミル               |
| 1995 | ロルフ・イェルマン               |
| 1996 | フランク・ファンデンブルック     |
| 1997 | アンドレア・フェッリガート       |
| 1998 | パスカル・エルヴェ               |
| 1999 | クリストフ・マンガン             |
| 2000 | ミケーレ・バルトリ               |
| 2001 | ニコ・マッタン                   |
| 2002 | ジェレミー・ハント               |
| 2003 | アンディ・フリックリンジェ       |
| 2004 | ディディエ・ルー                 |
| 2005 | ジョージ・ヒンカピー             |
| 2006 | ヴィンチェンツォ・ニバリ         |
| 2007 | トマ・ヴォクレール               |
| 2008 | ピエリック・フェドリゴ           |
| 2009 | サイモン・ジェラン               |
| 2010 | マシュー・ゴス                   |
| 2011 | グレガ・ボレ                     |
| 2012 | エドヴァルド・ボアソン・ハーゲン |
| 2013 | フィリッポ・ポッツァート         |
| 2014 | シルヴァン・シャヴァネル         |
| 2015 | アレクサンダー・クリストフ       |
| 2016 | オリヴァー・ナーセン             |
| 2017 | エリア・ヴィヴィアーニ           |
| 2018 | オリヴァー・ナーセン             |
| 2019 | セプ・ファンマルク               |
| 2020 | マイケル・マシューズ             |
| 2021 | ブノワ・コスネフロワ             |
| 2022 | ワウト・ファン・アールト         |
| 2023 | ヴァランタン・マドゥアス         |
| 2024 | マルク・ヒルシ                   |

## 日本人選手戦跡
- 2011年　8位　別府史之